# アンコール・トム
アンコール・トム (Angkor Thom) は、かつてのクメール王国の古代首都アンコールに位置する、巨大な城郭都市の遺跡であり、クメール王国の最後の首都であった。現在はカンボジアシェムリアップ州に位置する。
周囲の遺跡とともに世界遺産に登録されおり、特に中央に建つバイヨン (Bayon) 寺院が有名である。
「アンコール」は、サンスクリット語のナガラ（都市）からでた言葉。また「トム」は、クメール語で「大きい」という意味。 

## 特徴
アンコール・トムは約3キロメートル四方の京城であり、幅100メートルの堀と、ラテライトで作られた8メートルの高さの城壁で囲まれている。外部とは南大門、北大門、西大門、死者の門、勝利の門の5つの城門でつながっている。各城門は塔になっていて、東西南北の四面に観世音菩薩の彫刻が施されている。また門から堀を結ぶ橋の欄干には乳海攪拌を模したナーガになっている。またこのナーガを引っ張るアスラ（阿修羅）と神々の像がある。
京城の外の東西には、大洋を象徴するバライと呼ばれる巨大な人工の池がある。
アンコール・トムの遺構にはヒンドゥー教と大乗仏教の混淆が見られるが、都市建築の基本はヒンドゥーの宇宙観を基に成り立った古代インドの建築理念の影響が見られ、中央に世界の中心である山岳メール山を象徴するバイヨン寺院があり、49基ある仏塔の四面に彫られた微笑む観世音菩薩の顔は、クメールの微笑みと呼ばれ非常に有名である。
その周囲にも象のテラスやライ王のテラス、プレア・ピトゥなどの遺跡も残っている。

## 歴史
889年に即位したヤショーヴァルマン1世は、現在の東バライとアンコール・トムの南半分を含む地域に王都ヤショダラプラを建設した。その後ヤショダラプラは一旦放棄されるが、944年に即位したラジェンドラヴァルマン2世は再びアンコールに遷都し、東バライの南にプレループ寺院を建設した。1006年に即位したスーリヤヴァルマン1世は、現在のアンコール・トムとほぼ同じ位置に新王宮と護国寺院ピミアナカスを建て、西バライを建設した。
12世紀後半、ジャヤーヴァルマン7世により現在のアンコール・トムが建設されたといわれている。

## ギャラリー

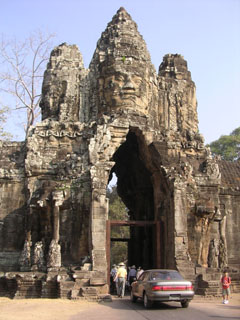
アンコール・トム城郭都市の南大門
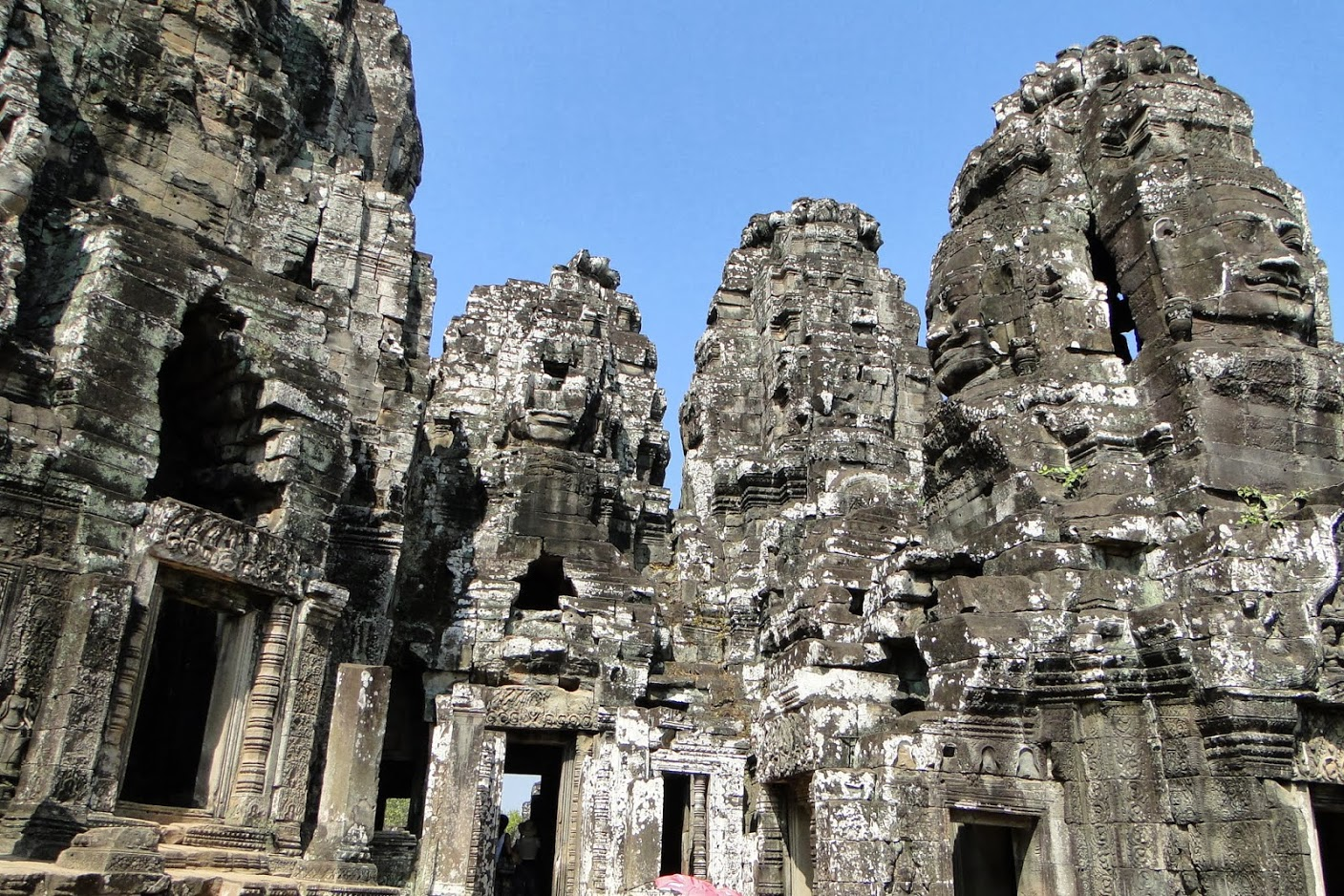
アンコール・トム バイヨン寺院のクメールの微笑み
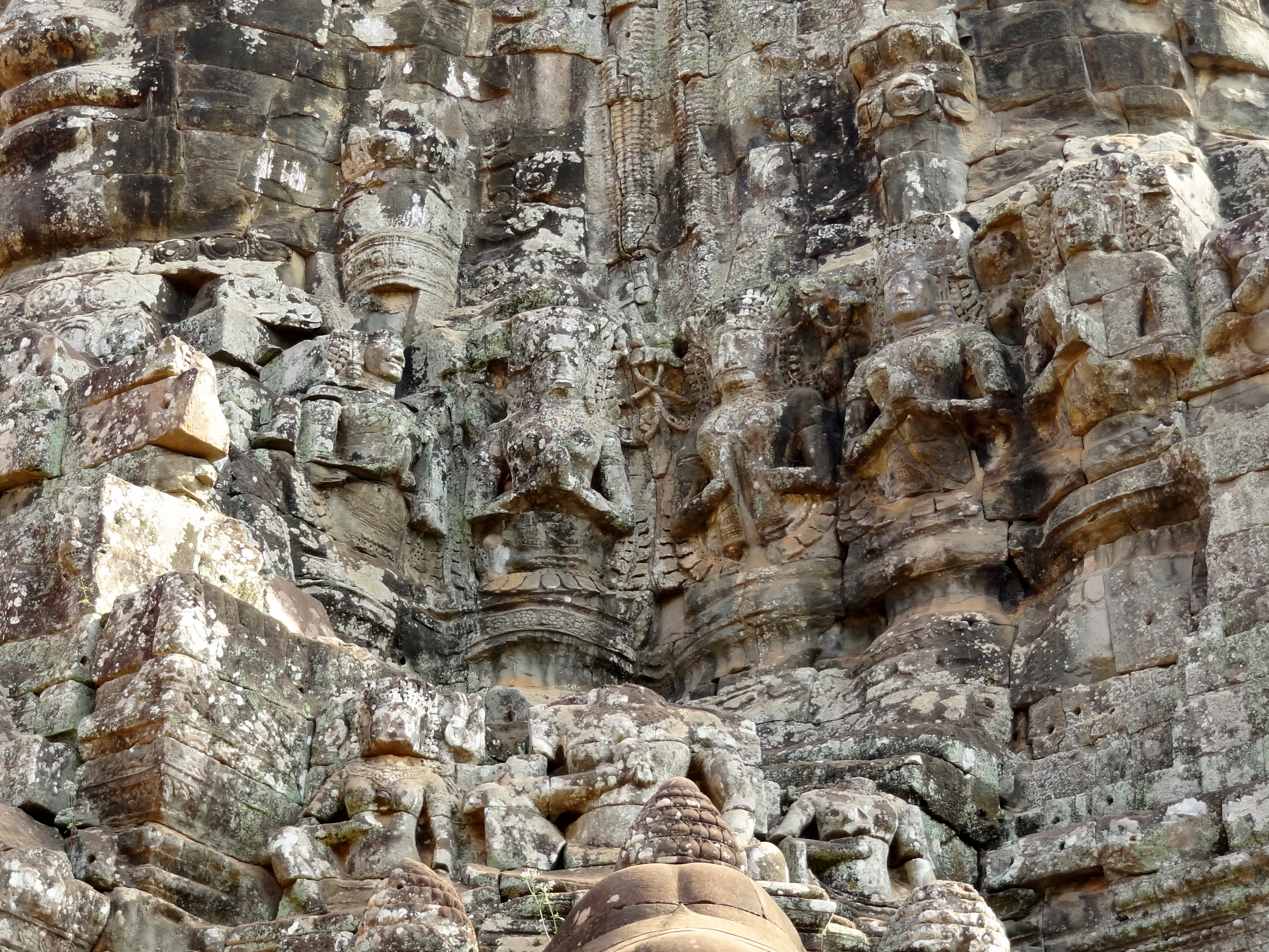
アンコール・トム２
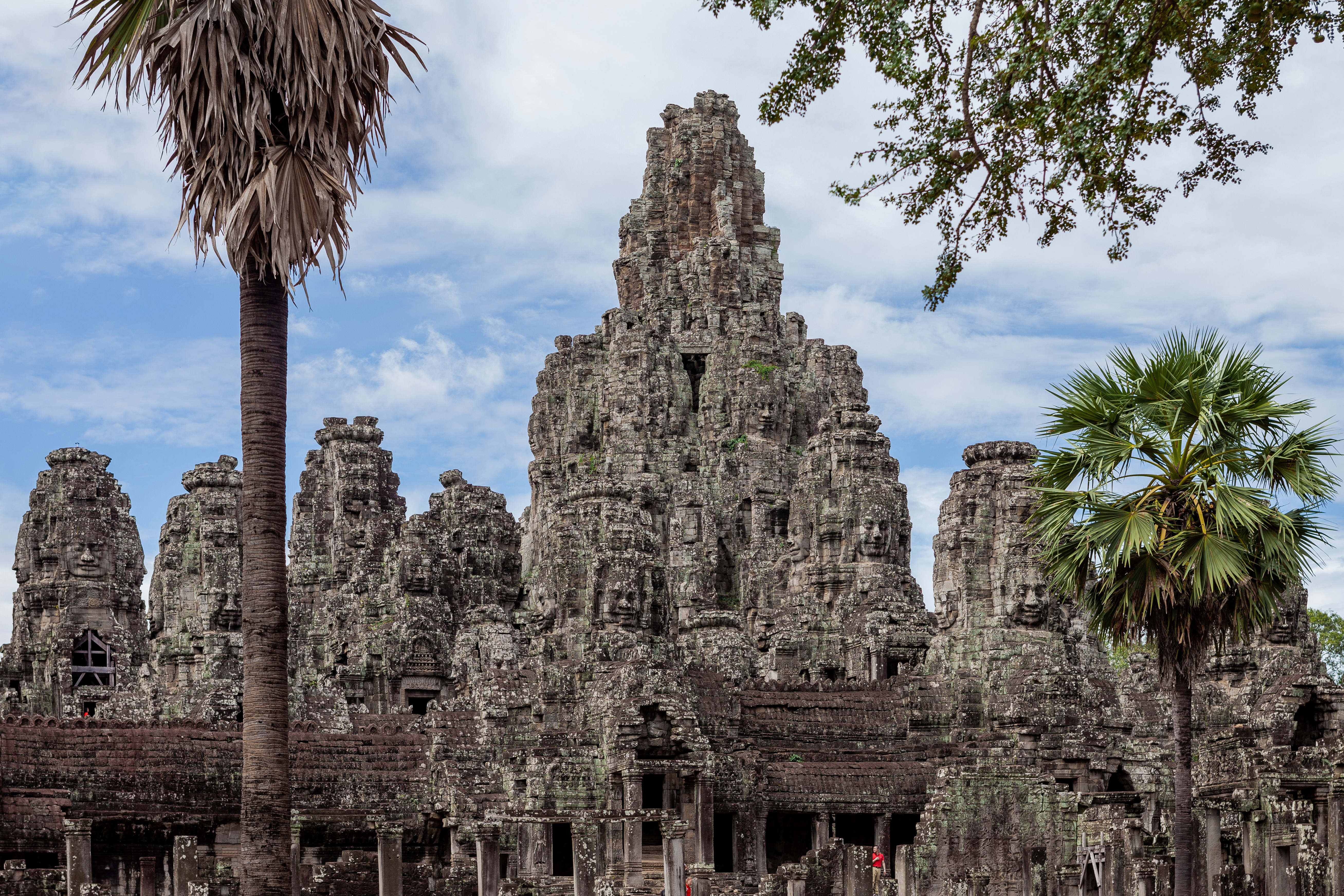
バイヨン寺院の49基ある仏塔の上部には、四方に巨大な観世音菩薩の顔が刻まれている